# Ciclisme als Jocs Olímpics d'estiu de 1964
Als Jocs Olímpics d'Estiu de 1964 celebrats a la ciutat de Tòquio (Japó) es disputaren 7 proves de ciclisme, totes elles en categoria masculina. Aquestes proves es dividiren en dues de ciclisme en ruta, formades per una contrarellotge individual i una contrarellotge per equips, i en cinc proves de ciclisme en pista.
La competició se celebrà entre els dies 14 i 20 d'octubre de 1964 al Parc Olímpic Komazawa situat a la població de Setagaya per les proves en ruta, i al Velòdrom d'Hachiōji pel que fa a les proves en pista. En aquesta edició s'introduí la persecució individual i participaren un total de 303 ciclistes de 40 comitès nacionals diferents.

## Resum de medalles

### Ciclisme en ruta
| Prova                             | Or                                                                     | Argent                                                                         | Bronze                                                                    |
| Ruta individual Detalls           | Mario Zanin                                                            | Kjeld Rodian                                                                   | Walter Godefroot                                                          |
| Contrarellotge per equips Detalls | Països BaixosBart Zoet · Evert Dolman · Gerben Karstens · Jan Pieterse | ItàliaFerruccio Manza · Severino Andreoli · Luciano Dalla Bona · Pietro Guerra | SuèciaSture Pettersson · Sven Hamrin · Erik Pettersson · Gösta Pettersson |

### Ciclisma en pista
| Prova                             | Or                                                                      | Argent                                                                  | Bronze                                                                    |
| Quilòmetre contrarellotge Detalls | Patrick Sercu                                                           | Giovanni Pettenella                                                     | Pierre Trentin                                                            |
| Velocitat individual Detalls      | Giovanni Pettenella                                                     | Sergio Bianchetto                                                       | Daniel Morelon                                                            |
| Tàndem Detalls                    | ItàliaSergio Bianchetto · Angelo Damiano                                | Unió SovièticaImants Bodnieks · Viktor Logunov                          | AlemanyaWilli Fuggerer · Klaus Kobusch                                    |
| Persecució individual Detalls     | Jirí Daler                                                              | Giorgio Ursi                                                            | Preben Isaksson                                                           |
| Persecució per equips Detalls     | AlemanyaErnst Streng · Lothar Claesges · Karlheinz Henrichs · Karl Link | ItàliaFranco Testa · Cencio Mantovani · Carlo Rancati · Luigi Roncaglia | Països BaixosCor Schuuring · Henk Cornelisse · Gerard Koel · Jaap Oudkerk |

## Medaller
| Posició | País           | Or | Argent | Bronze | Total |
| 1       | Itàlia         | 3  | 5      | 0      | 8     |
| 2       | Alemanya       | 1  | 0      | 1      | 2     |
| 2       | Bèlgica        | 1  | 0      | 1      | 2     |
| 2       | Països Baixos  | 1  | 0      | 1      | 2     |
| 5       | Txecoslovàquia | 1  | 0      | 0      | 1     |
| 6       | Dinamarca      | 0  | 1      | 1      | 2     |
| 7       | Unió Soviètica | 0  | 1      | 0      | 1     |
| 8       | França         | 0  | 0      | 2      | 2     |
| 9       | Suècia         | 0  | 0      | 1      | 1     |